# Hans-Gerd Happel
Hans-Gerd Happel (* 9. Januar 1959 in Marburg/L.) ist ein deutscher Bibliothekar. Seit 2000 bzw. 2001 leitet er die Universitätsbibliothek Viadrina in Frankfurt/Oder.

## Leben und Wirken
Hans-Gerd Happel studierte Geschichte, Anglo-Amerikanische Geschichte und Bibliothekswissenschaft an der Universität Köln und legte dort 1984 seine Magisterprüfung ab. Im Jahre 1988 promovierte er dort im Fach Bibliothekswissenschaft bei Paul Kaegbein. Nach kurzer Tätigkeit als wissenschaftlicher Mitarbeiter an der Stadtbibliothek Wuppertal und am „Handbuch der historischen Buchbestände in Deutschland“ trat er 1989 als Bibliotheksreferendar an der Universitätsbibliothek Marburg in die Ausbildung für den höheren Bibliotheksdienst ein und absolvierte die Fachprüfung hierfür 1991 an der Bibliotheksschule Frankfurt/M. Zunächst war er dann als wissenschaftlicher Angestellter an der Universitätsbibliothek Marburg tätig, von 1992 bis 1995 leitete er die Universitätsbibliothek Witten/Herdecke. 1995 wurde er stellvertretender Direktor der Universitätsbibliothek Viadrina in Frankfurt/Oder, 2000 übernahm er die kommissarische Leitung dieser Bibliothek und wurde 2001 ihr Leitender Bibliotheksdirektor.
Happel wirkt in Frankfurt/Oder vor allem für den Auf- und Ausbau der dortigen Universitätsbibliothek der Europa-Universität Viadrina und die enge grenzüberschreitende Zusammenarbeit mit Polen. In seinen Veröffentlichungen beschäftigt er sich hauptsächlich mit der Geschichte der deutschen wissenschaftlichen Bibliotheken während des Nationalsozialismus.

## Veröffentlichungen
- Der historische Spielfilm im Nationalsozialismus. R. G. Fischer, Frankfurt/M. 1984, ISBN 3-88323-522-9 (Magisterarbeit).
- Die Universitäts- und Stadtbibliothek Köln im Dritten Reich. In: Ingo Toussaint (Hrsg.): Die Universitätsbibliotheken Heidelberg, Jena und Köln unter dem Nationalsozialismus (= Beiträge zur Bibliothesktheorie und Bibliotheksgeschichte, Bd. 2). Saur, München 1989, S. 289–328, ISBN 3-598-10858-3.
- Das wissenschaftliche Bibliothekswesen im Nationalsozialismus unter besonderer Berücksichtigung der Universitätsbibliotheken (= Beiträge zur Bibliothekstheorie und Bibliotheksgeschichte, Bd. 1). Saur, München 1989, ISBN 3-598-22170-3 (Dissertation Universität Köln).
- Die Quellensituation für die Universitätsbibliotheken. In: Peter Vodosek (Hrsg.): Bibliotheken während des Nationalsozialismus. Bd. 1 (= Wolfenbütteler Schriften zur Geschichte des Buchwesens, Bd. 16). Harrassowitz, Wiesbaden 1989, S. 303–326, ISBN 3-447-02947-1.
- Hermann Fuchs – seine Stellungnahme zum wissenschaftlichen Bibliothekswesen im Nationalsozialismus. Anmerkungen zu einem neuen Quellenfund in der Universitätsbibliothek Mainz. In: Engelbert Plassmann (Hrsg.): Buch und Bibliothekswissenschaft im Informationszeitalter. Internationale Festschrift für Paul Kaegbein zum 65. Geburtstag. Saur, München 1990, S. 255–264, ISBN 3-598-10915-6.
- (Mitarb.): Martin Rade. Theologe, Publizist, Demokrat 1857–1940. Eine Ausstellung der Universitätsbibliothek Marburg vom 26. April bis 20. Mai 1990 (= Schriften der Universitätsbibliothek Marburg, Bd. 47). Marburg 1990, ISBN 3-8185-0061-4.
- What is a lean library? In: Zeitschrift für Bibliothekswesen und Bibliographie, Bd. 43 (1996), S. 9–21.
- (mit Ulrike Eich): Grenzüberschreitende Zusammenarbeit in Frankfurt/Oder. In: Bibliothek. Forschung und Praxis, Bd. 23 (1999), S. 143–148.
- Zur Geschichte und Perspektive der Universitätsbibliothek der neuen Universität Viadrina. In:  Ralf-Rüdiger Targil (Hrsg.): Die Bibliothek der Alma mater Viadrina. Zur Geschichte der einstigen Universitätsbibliothek Frankfurt und ihrer Nachfolger in Wrocław und Frankfurt (Oder) (= Historische Schriftenreihe des Stadtarchivs Frankfurt/Oder, Bd. 4). Frankfurt/Oder 2001, S. 34–41.
- (mit Grazyna Twarda): Zwei Hochschulbibliotheken diesseits und jenseits der Oder. Das deutsch-polnische Kooperationsmodell in Frankfurt (Oder) und Slubice. In: Buch und Bibliothek, Bd. 53 (2001), S. 707–713.
- (mit Ilona Czechowska): Der Nachlass von Karl Dedecius. Erschließung und Präsentation der Projekte. Was war, was ist, was wird kommen? In: Ilona Czechowska (Hrsg.): Die Botschaft der Bücher. Leben und Werk von Karl Dedecius (= Studia translatorica, Bd. 9). Neisse Verlag, Dresden 2018, S. 9–19, ISBN 978-83-7977-383-1.